# Crestocranius foxii
Crestocranius foxii är en stekelart som först beskrevs av Brethes 1906.  Crestocranius foxii ingår i släktet Crestocranius och familjen Eumenidae. Inga underarter finns listade i Catalogue of Life.